# Euklids postulater
Euklids fem postulater (også kaldet Euklids aksiomer) er fem postulater, der er opstillet af den græske matematiker Euklid. Hver postulat er et aksiom, dvs. det grundlag, hvoraf Euklidisk udledte sin beskrivelse af geometrien, hvilket senere er blevet benævnt Euklidisk geometri. Aksiomerne er fremsat i lærebogen Euklids elementer.

## Aksiomerne
1. postulat
  - For hvert par distinkte punkter P og Q findes der eksakt én linje, som går gennem både P og Q.
2. postulat
  - For hvert linjestykke AB og hvert linjestykke CD findes der et entydigt bestemt punkt E, således at B ligger mellem A og E, og linjestykket CD er kongruent med BE.
3. postulat
  - For hvert par distinkte punkter O og A findes der en cirkel med O som centrum og OA som radius.
4. postulat
  - Alle rette vinkler er kongruente.
5. postulat
  - Hvis et linjestykke skærer to rette linjer, så de danner to indre vinkler på hver side, som tilsammen er mindre end to rette vinkler, så vil de to linjer, hvis de forlænges uendeligt, mødes på den side, hvor de to vinkler er mindre end to rette vinkler.

- 5. postulat (i John Playfairs version)

- For hver linje l og hvert punkt P, som ikke ligger på l, eksisterer der eksakt én linje m gennem P, således at m og l er parallelle.

## Parallel-postulatet
Euklids 5. postulat, der også kaldes parallel-postulatet, er et afgørende element i euklidisk geometri, som er den geometri, der tilfredsstiller alle Euklids aksiomer. Geometri, som er uafhængigt af det 5. aksiom, kaldes ikke-euklidisk geometri.
Adskillige egenskaber ved euklidisk geometri er logisk ækvivalente med Euklids parallel-postulat i den forstand, at de kan bevises i et system, hvor parallel-postulatet er sandt, og hvis disse egenskaber antages som aksiomer, så kan parallel-postulatet også bevises. 
En af de vigtigste af disse egenskaber, og den, der nu oftest antages som aksiom, er Playfairs aksiom, der er gengivet ovenfor, og som nævnt er navngivet efter den skotske matematiker John Playfair. 
Der er gjort mange forsøg på at bevise parallel-postulatet ud fra de første fire postulater. Incitamentet hertil har været, at det 5. postulat indfører noget uendeligt, som ikke intuitivt kan antages som sandt.
Dette førte til opdagelsen af hyperbolsk geometri, mens det 5. postulats uafhængighed af Euklids øvrige postulater endegyldigt blev demonstreret af Eugenio Beltrami.
Nogen af de sætninger, som er ækvivalente med parallel-postulatet synes ved første øjekast ikke at være relateret til parallelitet. Nogle lyder endda så selvindlysende, at de ubevidst er blevet accepteret som gyldige af folk, som hævdede at have bevist parallel-postulatet ud fra Euklids øvrige postulater.
Nogle af disse resultater er følgende:
1. Summen af vinklerne i en trekant er 180°.
2. Der findes en trekant, hvis vinkler tilsammen er 180°.
3. Vinklernes sum er den samme i enhver trekant.
4. Der findes et par trekanter, som er ligedannede, men ikke kongruente.
5. Enhver trekant kan omskrives af en cirkel.
6. Hvis tre vinkler i en firkant er rette vinkler, så er den fjerde vinkel også ret.
7. Der findes en firkant, hvori alle vinkler er rette vinkler.
8. Der findes to rette linjer, som har en fast, konstant afstand fra hinanden.
9. To linjer, som er parallelle med den samme tredje linje, er også parallelle med hinanden.
10. Givet to parallelle linjer, så vil enhver linje, som skærer en af dem, også skære den anden.
11. I en retvinklet trekant er kvadratet på hypotenusen lig med summen af kvadraterne på de to andre sider (Pythagoras' læresætning).